# Pähkerahu
Pähkerahu ist eine estnische Ostseeinsel, knapp 1,7 km von der zweitgrößten estnischen Insel Hiiumaa entfernt. Sie gehört zur Landgemeinde Hiiumaa.
Die Insel ist 25 Meter lang und zehn Meter breit.